# プレイボーイズ
プレイボーイズは、音楽ショウ（ボーイズ）、トリオ漫才。

## 概要
バンドマンだった原たかしが中心に1967年に結成。結成時のメンバーは原たかしが五月ポン太を名乗り、他のメンバーは五月キン太、五月カン太を名乗った。名古屋のシネマ演芸場で初舞台。すぐに五月ポン太がギターポン、五月キン太がベースキン、五月カン太がテナーカンと芸名を改めた。その後テナーカンが脱退。新たにハットシン児を入れ、ギターポンはハットポン児、ベースキンはハットキン児と名を変え、グループ名もスイングハットとした。
再びメンバーの変動やグループ名のフロッグボンズへの改名なった1990年代に再び、うすい圭、そして吉本新喜劇に所属し朝日放送で放送された「あっちこっち丁稚」で赤フンで人気者になった木村あきらを入れ再結成された。原たかしとうすい圭はギター、木村あきらはギロというスタイルであった。後に楽器を外しトリオ漫才になった。後年は所属事務所は松竹芸能ではなかったがよく浪花座に出ていた。
その後メンバーの失踪などで自然消滅した。またメンバーの入れ替わりも激しく行きつけのスナックのママの知り合いの従業員をメンバーとして浪花座に出演させて問題になるほどだった。

## メンバー
リーダー
- 原たかし（五月ポン太→ギターポン→ハットポン児→原たかし→原ポン児）（本名：篠原孝、1932年 - ）、リーダー、ギター担当。

滋賀県出身、元バンドマン。
結成時のメンバー
- ベースキン （五月キン太→ベースキン→ハットキン児）（本名：大谷正和、1943年 - ）、ギター担当。

京都府京都市出身、梅庭中学卒業、脱退後は大谷欽也から大谷きんやを名乗る。
- テナーカン （五月カン太→テナーカン）（本名：奥田克巳、1923年 - ）、テナーサックス担当。

京都出身、大谷中学卒業。妻は奇術の後見のシャールひとみ。
- ハットシン児（本名：山口孝幸、1947年 - ）、ギター担当

長崎県出身、1966年「音楽ショウ大浪ひろしとスリーエース」をへて1968年にルーキー新一に師事しルーキー伸二の名で師と「ルーキー新一・伸二」で活動、リーダー原たかしのスイングハットにハットシン児で加入、1973年にタイヘイ洋太と「やまの伸二」の名で「一発勝負」というコンビ名で漫才を組み、解散後漫談や司会業に転進。歌手の山口ひろみは実子。
- 木村あきら（本名：木村明、1952年8月27日 - ）、ギロ担当。

京都府京都市出身、京都西高校卒業。薬品会社、ダンプの運転手を経て、1975年2月に吉本新喜劇に入団し岡八郎（のちの岡八朗）に師事。朝日放送で放送された「あっちこっち丁稚」で赤フンで人気者なったが、1988年の「新喜劇やめよっカナ!?キャンペーン」で脱退し同じく脱退した高石太と漫才明太COとして2年程なんばグランド花月などに出ていたが待遇などで吉本辞めしばらくしてプレイボーイズ参加。